# آهوئیه
آهوئیه نام روستایی در ۱۴۰ کیلومتری جنوب شهرستان کرمان است.
این روستا از توابع شهرستان بافت در استان کرمان می‌باشد. به‌طور خاص این روستا از لحاظ تقسیمات کشوری جزئی از دهستان بزنجان است و در فاصله ۴ کیلومتری آن واقع شده‌است.
روستای آهوئیه که به‌طور مختصر روستای آهو نامیده می‌شود در ۱۴ کیلومتری شرق شهرستان بافت واقع شده‌است.
جمعیت این روستا هم‌اکنون کمتر از هزار نفر است. اکثریت جمعیت فعال و جوان روستا به دلیل یافتن فرصتهای شغلی بهتر در دو دهه گذشته از آن روستا خارج و در شهرهایی مانند بافت و کرمان ساکن شده‌اند.
جمعیت ساکن روستا یا در شهر بافت مشغول به کار هستند یا در همان روستا از روشهایی مانند دامپروری و کشاورزی امرار معاش می‌کنند.
محصول کشاورزی عمده در این روستا، گردو است که در چندی سال گذشته به دلیل خشکسالی‌های طولانی و عدم حمایت‌های دولتی از کشاورزی منطقه رو به نابودی می‌رود.
سیستم آموزشی روستا:
در این روستا از سال ۲۰۱۰ یک مجمع آموزشی احداث شده‌است که علاوه بر پوشش آموزشی به دانش آموزان ابتدایی در این روستا، آموزش ۱۴ روستای اطراف مانند روستاهای چغارچوئیه، بنگان، برکنان و سایر توابع دهستان بزنجان را نیز پوشش دهی می‌کند. این روستا دارای مدارس ابتدایی، راهنمایی و دبیرستان بوده‌است که به دلیل مهاجرت جمعیت، دبیرستان و راهنمایی آن تعطیل شده‌است.